# Sittard

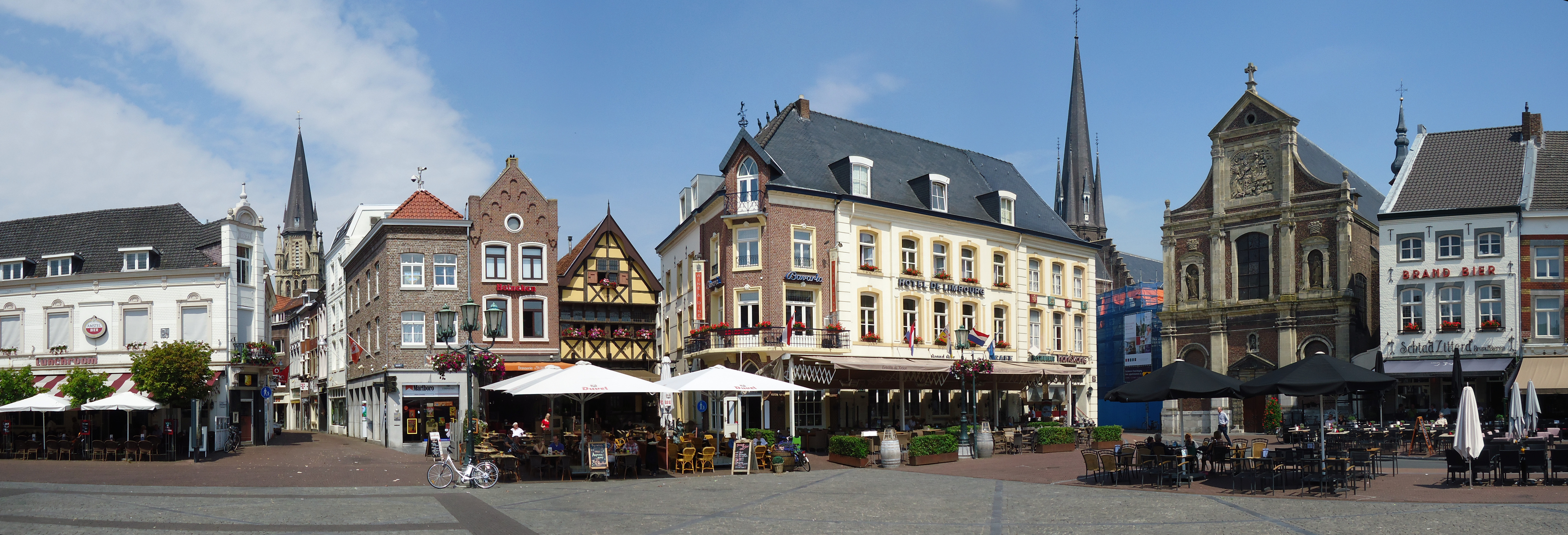
La plaza del mercado de Sittard.

Sittard (en limburgués: Zitterd) es una ciudad del sur de los Países Bajos. Está situada en la provincia de Limburgo, a unos 25 km al norte de la capital de la provincia, Maastricht. A unos 20 km está la ciudad de Heerlen y a 25 km al norte está Roermond. En el este limita con Renania del Norte-Westfalia y en el oeste con Geleen. Desde 2001 Sittard y Geleen juntas constituyen el municipio de Sittard-Geleen, que hoy día suma una población de unos 96 000 habitantes.

## Historia
La historia de Sittard y sus alrededores empieza en el siglo VII, cuando la zona formaba parte de las pertenencias del rey Zwentibold. La población se empieza a construir, sin embargo, durante el dominio la dinastía carolingia (700-1000), aunque también se ha mostrado que la zona ya fue habitada en la etapa merovingia. La ciudad empieza a crecer en el siglo XI y a partir de 1243 puede considerarse como una ciudad.
En 1400 pasa a formar parte del ducado de Jülich. La ciudad fue dañada repetidamente por distintas guerras. Fue ocupada por las Provincias Unidas en junio de 1632, derrotando a la guarnición española establecida desde 1614 durante la crisis de la sucesión de Juliers-Cléveris. Destruida durante la guerra franco-neerlandesa, cuando los franceses comandados por Ezéchiel du Mas quemaron casi toda la ciudad en 1677. Durante los siglos siguientes, Sittard pertenecería al ducado de Jülich, a Francia, a la Bélgica independiente (1830-1839) y a la Confederación Germánica como parte del Ducado de Limburgo (1839-1867). Solo fue en 1867 cuando Sittard se unió definitivamente al reino de los Países Bajos.

## Población
En 2016, la ciudad tenía más o menos 37.500 habitantes, lo cual significa una densidad de población de 2083 por kilómetro cuadrado, dispersada sobre una superficie 1798 hectáreas. El antiguo municipio de Sittard, que también incluyó otros núcleos más pequeños (Broeksittard, Einighausen, Guttecoven, Limbricht Munstergeleen y Windraak), tenía unos 49.000 habitantes en el momento en que se unió con Geleen. Ese municipio tenía unos 34.000 habitantes. 

## Ubicación
El municipio de Sittard-Geleen se sitúa en la parte más estrecha de Limburgo y, por lo tanto, del país. Limita al este con el municipio alemán de Selfkant y al oeste con el río Mosa, coincidiendo con la frontera belga.

## Cultura y turismo
Parte de la ciudad goza protección por su estatus monumental. El plano urbano, con sus calles sinuosas, todavía se reconoce. Las murallas de la ciudad también siguen a pie y se ha hecho posible el acceso a ellas mediante un trazado.
Monumentos
- La basílica de Nuestra Señora del Sagrado Corazón, de 1877
- La iglesia de San Pedro, del siglo XIV
- La iglesia de San Miguel, de 1660
- La antigua iglesia protestante ("Gruizenkerk"), de 1680
- Mariapark, un espacio neogótico de recepción de peregrinos, construido en 1891
- El convento de los dominicos, de 1657
- El llamado convento francés
- El convento de las ursulinas, de 1642 y 1860
- Las construcciones defensivas con el baluarte Sanderbout
- También hay distintas casas del centro que están consideradas monumentales por su estilo artesanal

Museos
- Museo "De Domijnen": arte contemporáneo, ubicado en Ligne 5
- Centro de Historia del Municipio "De Domijnen": historia y arqueología, ubicado en Kapittelstraat 6